# فردریک (اکلاهما)
فردریک(به انگلیسی: Frederick) شهری در ایالت اکلاهما کشور ایالات متحده آمریکا است که جمعیت آن در سرشماری سال ۲۰۱۰ میلادی، ۳٬۹۴۰ نفر بوده‌است.